# Tordácato II da Bósnia
Estevão Tordácato II (Servo-croata: Stjepan/Stefan Tvrtko, Стјепан/Стефан Твртко; ? – 1443), também conhecido como Tvrtko II ou Tvrtko Tordácatović (Твртко Твртковић), foi um membro da Casa de Kotromanić que reinou como Rei da Bósnia de 1404 a 1409 e novamente de 1420 até sua morte.
Tordácato II era filho do Rei Tordácato I. Seus reinados ocorreram durante uma parte muito turbulenta da história da Bósnia. Ele foi instalado pela primeira vez como rei fantoche pelos principais nobres do reino, Hrvoje Vukčić Hrvatinić e Sandalj Hranić Kosača, para substituir seu tio cada vez mais dependente, Ostoja. Cinco anos depois, ele perdeu o apoio da nobreza e, portanto, da coroa também. Ele pouco foi politicamente ativo durante o segundo reinado de Ostoja, mas conseguiu depor e suceder o filho de Ostoja, Estêvão. O segundo reinado de Tordácato foi marcado por repetidos ataques turcos, que o forçaram a aceitar a suserania otomana, e a luta pelo poder com Radivoj, outro filho de Ostoja. Tordácato foi casado duas vezes, mas morreu sem filhos. Ele foi sucedido pelo herdeiro escolhido, o irmão de Radivoj, Tomás.

## Biografia
Tordácato II era filho de Tordácato I, o primeiro rei da Bósnia.  A identidade de sua mãe e, portanto, a legitimidade de seu nascimento, é contestada.  A incerteza também decorre da complexa situação religiosa na Bósnia medieval, onde era muitas vezes difícil discernir entre descendência legítima e ilegítima.  O historiador ragusano do século XVI, Mavro Orbini, escrevendo sobre Tuartco Scuro (Tordácato, a Planície), afirmou que ele nasceu da concubina de Tordácato I, uma nobre bósnia chamada Vukosava, e essa visão foi tida como certa pelos escritores subsequentes.  No século XIX, Vjekoslav Klaić argumentou que a mãe de Tordácato II era a esposa de seu pai, Doroteia da Bulgária. Klaić citou como evidência a carta de Tordácato  I de 1382, na qual o rei mencionou a rainha Doroteia e um filho não identificado para o governo da República de Ragusa. Se Tordácato II for o filho que seu pai mencionou nesta carta, seu nascimento teria que ter ocorrido entre 1375 (Tordácato I e Dorothea se casaram em dezembro de 1374) e a data em que a carta foi emitida. 
O rei Tordácato I morreu inesperadamente em março de 1391, logo após a rainha Doroteia. O Conselho do Reino, composto pelos nobres mais proeminentes do país, elegeu seu parente idoso, Dabiša, como seu sucessor, em vez do filho do falecido rei, que era muito jovem na época.  Após a morte de Dabiša em 1395, os nobres elegeram sua viúva, Helena. Três anos depois, eles a expulsaram em favor de Ostoja.  A relação exata de Ostoja com os reis anteriores e Tordácato II tem sido uma questão de disputa, com muitos historiadores assumindo que ele era um filho ilegítimo de Tordácato I. Dominik Mandić, no entanto, mostrou que tanto Dabiša quanto Ostoja descreveram Tordácato I em cartas como seu irmão.   Não há registros da vida de Tordácato II durante este período. 

## Primeiro reinado

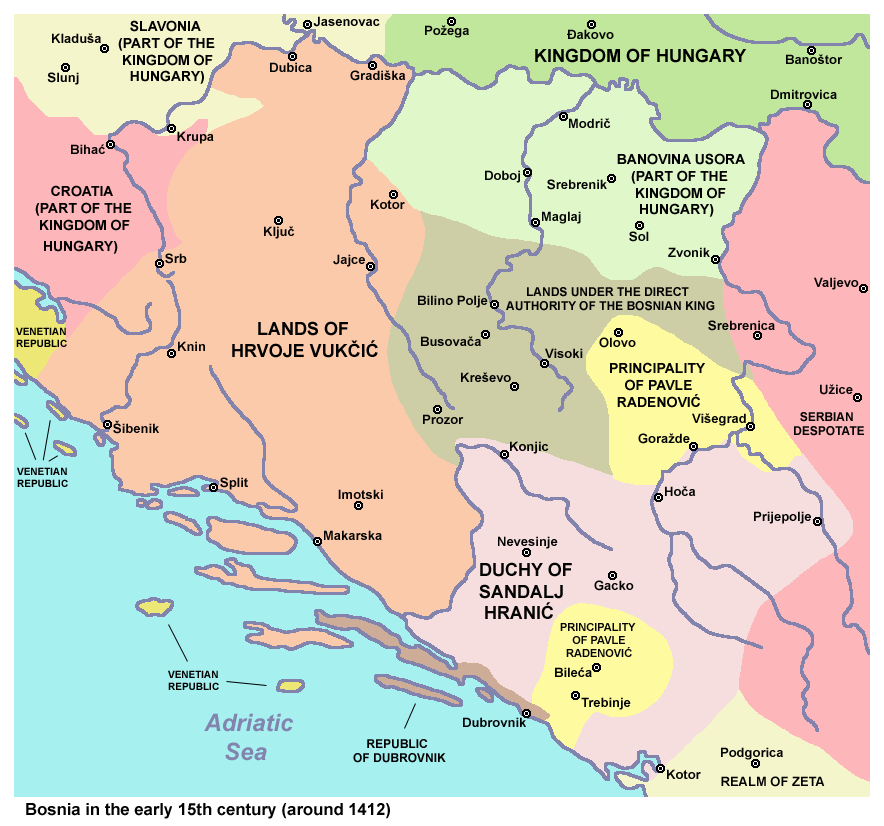
Bósnia nas primeiras décadas do século XV, com o domínio real em verde-oliva.

O rei Ostoja alienou a nobreza ao tentar afirmar sua independência dela. Em março de 1404, ele desentendeu-se com seus vassalos mais poderosos, Hrvoje Vukčić Hrvatinić e Sandalj Hranić Kosača. No final de abril ou início de maio, foi convocado um stanak em Mile , no qual a nobreza depôs Ostoja, que fugiu para a corte do rei húngaro, Sigismundo de Luxemburgo. Um novo stanak foi realizado para eleger o sucessor de Ostoja no final de maio. Autoridades ragusanas propuseram Hrvoje ou, alternativamente, o nobre exilado Pavle Radišić como o próximo rei. Inesperadamente, o stanak concluiu com a eleição de Tordácato II, que havia sido completamente ignorado nas eleições reais anteriores. Não se sabe quem defendeu sua ascensão, mas ele deve ter ficado em dívida com Hrvoje e Sandalj. A escolha foi provavelmente ajudada pela ascendência de Tordácato II, bem como pela expectativa de que ele não prejudicaria a autonomia da nobreza. 
Em junho, os apoiadores de Tordácato derrotaram um exército húngaro e, assim, impediram Ostoja de recuperar a coroa, mas a principal residência real de Bobovac e a cidade Usoran de Srebrenik foram capturadas e devolvidas a Ostoja.   Todas as principais famílias nobres da Bósnia permaneceram leais a Tordácato, enquanto Ostoja funcionava como marionete de Sigismundo, cujo território incluía pouco mais que Bobovac. A fortaleza, no entanto, abrigava a coroa, que Tordácato não conseguiu alcançar. 
Tal como pretendiam, o primeiro reinado de Tordácato II foi marcado por um domínio absoluto de Sandalj e Hrvoje sobre todo o reino.  Tordácato autorizou Hrvoje a resolver disputas e emitir ordens em seu nome e, por um tempo, como um rei fantoche, ele teve sua corte na terra de Hrvoje, perto do rio Sana.   O rei provavelmente não teve outra escolha senão conceder a Hrvoje a cidade mineira mais lucrativa da Bósnia, Srebrenica, em 1405,  após o que nunca mais retornou ao domínio real.  Sandalj, por outro lado, aproveitou a oportunidade para tomar posse das terras que pertenciam aos favoritos de Ostoja, a família Sanković, tornando os Kosačas os maiores proprietários de terras na parte sul do reino. Quando Hrvoje o induziu a apoiar a reivindicação do Rei Ladislau de Nápoles ao trono húngaro, Tordácato se tornou um espinho ainda maior para Sigismundo. A luta entre Ostoja e Tordácato II pela coroa da Bósnia representa, portanto, uma fase de uma guerra civil muito mais ampla entre os apoiantes de Sigismundo e Ladislau. 
Após algumas pequenas disputas com as repúblicas marítimas de Veneza e Ragusa sobre Konavli e Pomorje, Tordácato ganhou reconhecimento como rei legítimo de ambos os estados. Em 1406, Ostoja estava perdendo o pouco apoio que lhe restava na Bósnia, com a nobreza agora favorecendo unanimemente Tordácato, mas a decisão do antigo rei de permanecer no país continuou a incomodar Tordácato.  Os Ragusans descreveram o início do reinado de Tordácato II como mais tumultuado do que qualquer coisa "desde o Dilúvio",  mas ele logo conseguiu unir o país reunindo seus vassalos rivais. 

## Queda

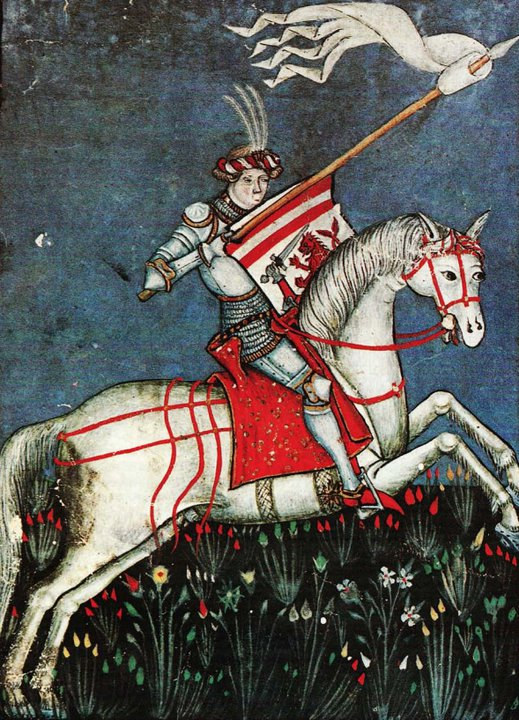
Hrvoje Vukčić Hrvatinić conforme retratado no Missal de Hrvoje

Os ataques húngaros à Bósnia ocorriam anualmente, tornando a vida de Tordácato "um aborrecimento constante".  O conflito culminou em setembro de 1408, quando Sigismundo obteve uma vitória decisiva sobre as tropas de Tordácato: 170 nobres menores foram capturados e mortos em Dobor – jogados por cima dos muros da cidade. Diz-se que Tordácato também foi capturado, mas isso não parece ser verdade, pois ele exigiu o tributo habitual dos Ragusanos em fevereiro de 1409.  As hostilidades continuaram até o final de novembro, com Tordácato recuando para o sul com seus nobres e resistindo aos ataques húngaros, o que permitiu a Ostoja restabelecer o controle sobre a Bósnia Central. 
Em janeiro de 1409, a notícia da intenção do Rei Ladislau de vender seus direitos sobre a Dalmácia para Veneza chegou a Hrvoje, a quem havia sido prometida a terra como governador em nome de Ladislau. Hrvoje não tinha mais motivos para apoiar Ladislau contra Sigismundo e fez as pazes com este último, seguido pela maioria dos nobres bósnios.  Tordácato e Sandalj permaneceram no acampamento de Ladislau, o que levou a uma guerra civil. Ostoja aproveitou a oportunidade para tentar recuperar o trono, mas Sigismundo também pretendia ser coroado Rei da Bósnia "à maneira solene de Tordácato I".  A reivindicação de Sigismundo à Bósnia, derivada do seu acordo com os Rusag em 1394, foi reconhecida por Hrvoje, enquanto Sandalj cruzou para Ostoja. 
Tordácato permaneceu no trono até meados de 1409, quando Ostoja prevaleceu.  A reivindicação de Sigismundo tornou-se insustentável, mas os bósnios reconheceram sua soberania sobre Ostoja; apenas Tordácato se recusou a se submeter ao rei da Hungria.  Ele parece ter escapado da captura pelas tropas húngaras fugindo para as montanhas do norte de Zachlumia. Em dezembro, autoridades ragusanas escreveram cartas a ele e sua esposa (de quem nada se sabe) em resposta ao seu pedido de renda para São Demétrio; na época, ele ainda residia na Bósnia.  Depois disso, Tordácato caiu na obscuridade e não participou dos assuntos da Bósnia por vários anos. Sabe-se que ele viveu em 1414 perto da República de Ragusa, em terras pertencentes a Pavle Radenović, irmão da esposa de Ostoja, Kujava.  Outra possibilidade é que ele tenha procurado abrigo com os turcos otomanos. 

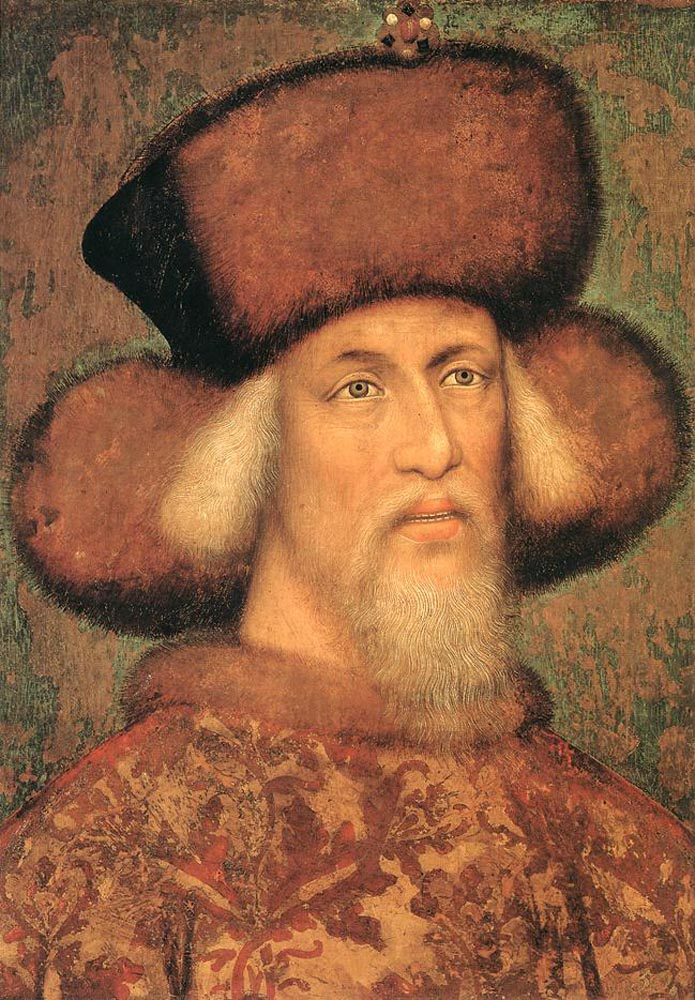
Sigismundo de Luxemburgo

No início de 1413, Hrvoje irritou Sigismundo ao saquear as terras de Sandalj. A relação deles deteriorou-se a tal ponto que Hrvoje achou necessário recorrer aos turcos para obter ajuda.  As primeiras tropas turcas trouxeram terror à Bósnia em maio de 1414; em agosto, eles também trouxeram o monarca deposto, Tordácato, e o colocaram como anti-rei. Sua aliança com os turcos pode ser devido à hostilidade mútua deles para com Sigismundo.  Pavle Radenović imediatamente declarou-se a favor de Tordácato, mas nenhum outro nobre importante parece ter seguido seu exemplo – nem mesmo Hrvoje.  Ragusa tentou manter relações cordiais com ambos os homens, chamando Tordácato de rei por medo dos turcos, mas dirigindo-se a Ostoja como o "rei legítimo".  Nas escaramuças seguintes, os turcos substituíram Sigismundo como a maior influência externa no país, mas não demonstraram ter intenção de restaurar Tordácato no trono. O apoio de Pavle não foi suficiente para atingir esse objetivo. 
Com os ataques turcos contra a Bósnia e, às vezes, contra suas próprias regiões da Croácia e Dalmácia continuando, Sigismundo decidiu agir e mobilizar seu exército. Enquanto Tordácato esperava uma vitória turca, Ostoja esperava que um triunfo húngaro o livrasse dos invasores turcos e garantisse sua posição contra seu rival e seus ambiciosos magnatas.  A Batalha de Doboj, em agosto de 1415, viu a derrota desastrosa do exército de Sigismundo. Contrariando as expectativas, porém, os turcos reconheceram Ostoja como rei legítimo. Tordácato perdeu terreno, enquanto os bósnios unidos pela primeira vez mudaram a sua lealdade da Hungria para os otomanos.  Depois de Pavle Radenović ter sido assassinado em retaliação pelo seu apoio a Tordácato, este último desapareceu novamente dos holofotes.  A posição de Ostoja tornou-se ainda mais forte quando ele fez as pazes com os filhos de Pavle e com a morte de Hrvoje no ano seguinte. 

## Segundo reinado
Ostoja morreu em setembro de 1418. Apesar das expectativas de que Tordácato assumisse o poder, o filho de Ostoja, Estevão, foi eleito rei.  Quando os turcos invadiram o reino no início de 1420, Tordácato mais uma vez os acompanhou e se instalou como anti-rei. Sandalj imediatamente se declarou a favor dele. Temendo os otomanos, o exemplo de Sandalj foi logo seguido por outros nobres. Em junho, Tordácato convocou um stanak, e Ragusa o reconheceu como rei. Ele teve o apoio de quase toda a nobreza em Visoko, incluindo o voivoda Vukmir, o prefeito Dragiša, o knez Juraj Vojsalić, o knez Pribić, o knez Radič Radojević, o knez Batić Mirković, o knez Juraj Dragičević, o knez Petar Klešić, o voivoda Ivko e o voivoda Pavao Jurjević. No final do ano, Tordácato havia destituído completamente Estêvão, que continuou a reivindicar seu trono até o verão de 1421. Ele parece ter morrido logo depois.  Os problemas internos forçaram os otomanos a retirar as suas tropas da Bósnia, o que permitiu a Tordácato fortalecer o seu domínio sobre o reino e à recuperação da sua economia.  A segunda ascensão de Tordácato teve que ser legitimada com uma nova coroação, que ocorreu durante um stanak em agosto de 1421. Após a investidura formal, ele finalmente confirmou os estatutos e privilégios de seus predecessores concedidos aos comerciantes de Ragusa. 
O segundo reinado de Tordácato foi marcado pela sua rápida resolução de restaurar a autoridade real e a preeminência do rei entre os governantes feudais da Bósnia.  Com Hrvoje e Pavle mortos, e Sandalj preocupado com o conflito com os filhos de Pavle, Tordácato conseguiu expandir significativamente o domínio real. A morte conveniente do Rei Stephen também neutralizou de certa forma a ameaça representada pela sua intrigante mãe, a Rainha Kujava.  Os otomanos tiveram pouco tempo para interferir no governo de Tordácato nos cinco anos seguintes, dando-lhe tempo para fortalecer a economia do reino, com as minas atingindo o auge de sua produtividade e o número de comerciantes estrangeiros aumentando consideravelmente. Em 1422, Tordácato assinou um tratado comercial benéfico com a República de Veneza em dezembro de 1422 e discutiu uma série de planos para uma ação militar conjunta contra Sigismundo na Dalmácia.  Ele foi obrigado, no entanto, a renunciar à reivindicação bósnia às cidades da Dalmácia sob o domínio veneziano.  Suas tentativas de encontrar uma noiva católica adequada da família veneziana Malatesta por meio da mediação de Pedro de Pag, arcebispo de Split, foram promissoras, mas nunca se materializaram. 
A associação de Tordácato com Veneza incomodou não apenas Ragusa, mas também os turcos; os primeiros se ressentiam de perder seu monopólio no comércio, enquanto o mau relacionamento dos últimos com Veneza era resultado de uma disputa territorial pela Albânia e Zeta. Os turcos atacaram a Bósnia na primavera de 1424, o suficiente para deixar claro a Tordácato que relações estreitas com Veneza não seriam toleradas. Tordácato entendeu que Veneza não seria capaz de lhe fornecer ajuda contra os turcos e, assim, desmantelou lentamente sua aliança. 
Embora o esfriamento das relações de Tordácato com Veneza fosse conveniente para Ragusa, outro incidente garantiu que a cidade-estado e o rei não manteriam relações amistosas por mais algum tempo. Em 1424, um parente de Tordácato chamado Vuk Banić tentou sem sucesso usurpar o trono com a ajuda da tia de Tordácato, a rainha Kujava, que desejava vingar a deposição de seu filho. Ragusa tinha uma longa tradição de conceder asilo político a membros de famílias governantes e não deixou de acomodar Vuk quando ele buscou santuário. No mesmo ano, enquanto os turcos atacavam o vizinho Despotado da Sérvia, Tordácato decidiu recuperar Srebrenica, que havia sido tomada por Sigismundo em 1411 e concedida ao seu aliado, o governante sérvio Estevão Lazarević. Os mercadores locais de Ragusa ajudaram os sérvios, e o projeto falhou; as tropas vitoriosas de Stefan continuaram a saquear o reino de Tordácato quando os turcos se retiraram de suas terras. 

### Aliança húngara

O Reino da Bósnia e o Despotado da Sérvia em 1422

Em 1425, Tordácato percebeu que precisava de um aliado forte no caso de novos ataques turcos. Ciente de que não poderia contar com Veneza, ele decidiu melhorar as relações com a Hungria, o que resultou em um tratado no mesmo ano ou no ano seguinte. Os otomanos responderam com ataques severos que forçaram Tordácato a aceitar sua suserania e concordar em pagar um tributo anual. Os turcos partiram em 1426, e ele ficou ainda mais desesperado para formar uma aliança com a Hungria. A posição desfavorável de Tordácato permitiu que Sigismundo exigisse o reconhecimento do sogro deste último, Armando II de Celje, como herdeiro presuntivo do rei sem filhos. Hermann era filho da tia de Tordácato, Catarina, mas era antes de tudo um conde húngaro cuja realeza era muito indesejável para a nobreza bósnia. Vuk Banić novamente se apresentou como pretendente, e Tordácato percebeu que a maré estava virando contra ele. Ele decidiu levar a aliança com a Hungria ainda mais longe, não apenas reconhecendo Hermann como seu herdeiro presuntivo no outono de 1427, mas também negociando um casamento húngaro. A noiva escolhida foi Dorothy Garai, filha do Bano de Usora. Sandalj e a família Zlatonosović expressaram sua oposição evitando as festividades do casamento em 1428. Tordácato finalmente se reconciliou com Sandalj, mas tomou medidas contra os Zlatonosovićs e confiscou suas terras. 
Vuk nunca representou tanta ameaça para Tordácato quanto Radivoj, o filho ilegítimo mais velho do falecido Ostoja. Em 1432, o sucessor de Stefan Lazarević, Đurađ, Sandalj e os otomanos ajudaram Radivoj a reivindicar o trono e assumir o controle de grande parte do país. O único apoio notável de Tordácato veio do sobrinho e sucessor de Hrvoje, Juraj Vojsalić, e assim ele conseguiu manter apenas a Bósnia central e noroeste. Tordácato recuou para Visoko, mas logo descobriu que Sandalj estava doente demais para apoiar a causa de Radivoj. Đurađ Branković, satisfeito com a anexação das terras que Tordácato confiscou da família Zlatonosović, também perdeu o interesse em Radivoj. Os otomanos, no entanto, perseguiram a reivindicação de Radivoj e tomaram posse de Bobovac em seu nome em 1434. 
Depois de anos implorando por ajuda, Tordácato finalmente viu os húngaros marcharem para a Bósnia em meados de 1434. Eles recuperaram para ele Jajce, Hodidjed, Bočac e o Castelo de Komotin, mas ele perdeu tudo assim que eles recuaram. Na verdade, ele próprio parece ter partido com as tropas em seu caminho de volta para a Hungria, pois é sabido que ele residia na corte em Buda em 1435. Radivoj deixou de ser uma ameaça quando perdeu o apoio otomano naquele ano, enquanto a morte de Sandalj presenteou Tordácato com um novo e mais vital vassalo rebelde na forma do sobrinho e sucessor de Sandalj, Stjepan Vukčić Kosača. 

### Vida posterior
Radivoj se autointitulou Rei da Bósnia pelo restante do reinado de Tordácato II. Ele foi nominalmente apoiado pelos turcos e por Stjepan Vukčić Kosača; eles poderiam facilmente ter deposto Tordácato em seu favor se quisessem, mas parece que seu único objetivo era enfraquecer e dividir a Bósnia para seu benefício futuro. Enquanto Stjepan tentava expandir seu território às custas de Zeta em 1443, Tordácato aproveitou sua ausência e a preocupação otomana com a Cruzada de Varna para atacar sua terra, mas Stjepan retornou a tempo de defendê-la. 
Tordácato morreu sem filhos em novembro de 1443, tendo expressado o desejo de ser sucedido por seu primo politicamente inativo e até então um tanto obscuro, Thomas, irmão mais novo de Radivoj e também filho ilegítimo de Ostoja. Armano II de Celje morreu em 1435, e seus herdeiros não fizeram nenhuma tentativa de fazer cumprir o acordo de sucessão de 1427. Dado que a sucessão decorreu sem problemas, pode-se presumir que Tordácato trabalhou ativamente para garantir a ascensão de Tomás, provavelmente para garantir que o seu património não passaria para o detestado Radivoj. 
Tordácato II manteve-se no trono da Bósnia durante mais tempo do que qualquer um dos monarcas que se seguiram a Tordácato I. Ele também fez mais para restaurar a dignidade real e centralizar o estado do que qualquer outro, deixando uma forte marca na política, economia e cultura da Bósnia. 

## Vida pessoal

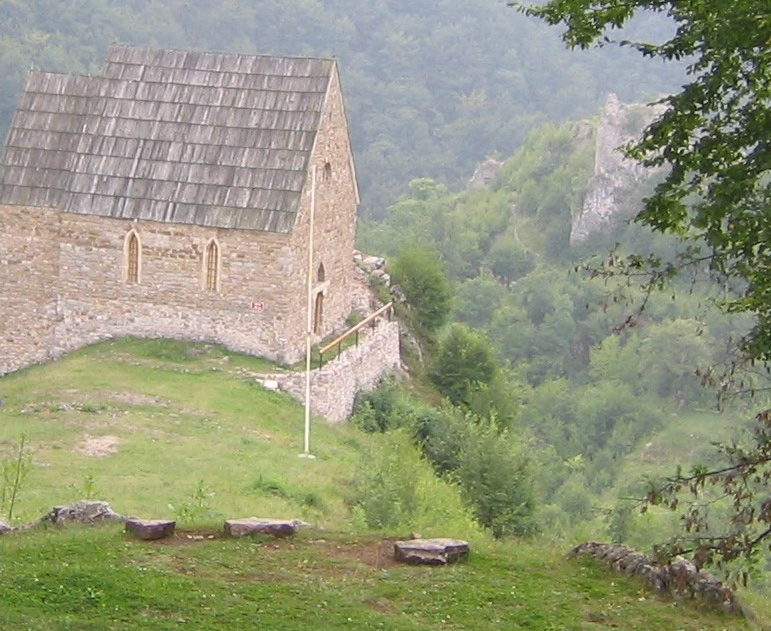
Capela reconstruída em Bobovac

Estevão Tordácato II foi casado durante seu primeiro reinado; sua esposa foi mencionada pelos ragusanos em 1409 como "a Rainha, esposa do Rei Tordácato da Bósnia", mas seu nome não foi registrado. Durante seu segundo reinado, ele considerou muito importante se casar com uma nobre católica e cogitou a ideia de escolher uma noiva da Casa Italiana de Malatesta. O colapso da sua aliança com Veneza significou que o plano nunca foi concretizado. 
Tordácato acabou se casando com a nobre húngara Dorothy Garai, mas não antes de assegurar ao papado seu compromisso com a Igreja Católica Romana. O casamento foi realizado em Milodraž entre 23 e 31 de julho de 1428 e durou até sua morte em setembro de 1438. As fontes não mencionam que o casal teve filhos, mas escavações arqueológicas na capela real em Bobovac durante a segunda metade do século XX confirmaram a existência de um túmulo infantil localizado entre os túmulos do casal real, indicando que eles podem ter tido um filho que morreu na infância ou na primeira infância. 
Tordácato era católico romano, mas apenas porque lhe convinha ser assim. Ele apreciava os franciscanos por seus engajamentos sócio-políticos na Bósnia, mas não mais do que altos funcionários da "herética" Igreja Bósnia. O chefe da Igreja da Bósnia sempre foi favorecido por Tordácato e exerceu influência significativa nos assuntos de estado, servindo como conselheiro de Tordácato mesmo em 1428, enquanto Tordácato tentava se apresentar como um bom católico.  